# Toft, Norge
Toft är en tätort i Brønnøy kommun i Nordland fylke i norra Norge. Orten ligger vid fylkesväg 7234 på ön Torget.